# マリリン・ホワイト
マリリン・ホワイト（Marilyn Elaine White、1944年10月17日 - ）は、アメリカ合衆国の元陸上競技選手である。彼女は、1964年に開催された東京オリンピックの女子4×100mリレーで銀メダルを獲得した。

## 経歴
UCLAの学生だったホワイトは100メートル走を得意としていたが、AAU主催競技会で優勝したのは、1963年の室内競技会での220ヤード走だけだった。それでも、同じ1963年にサンパウロで開催されたパンアメリカン競技大会では、100メートル走で11秒85の記録で銅メダル、4×100mリレーではリレーチームの一員として45秒72の記録で金メダルを獲得している。
翌年に開催された東京オリンピックでは、100メートル走と4×100mリレーに出場した。100メートル走では決勝まで進んだものの、11秒6（手動計時。電気計時では11秒67）の記録で4位となり、メダルには手が届かなかった。
東京オリンピックの4×100mリレーは、15の国から代表チームが出場して、10月20日に予選、10月21日に決勝が実施された。ホワイトはアメリカ合衆国代表チームの一員となり、 ウィリー・ホワイト、ワイオミア・タイアス、エディス・マガイヤーとチームを組み、第3走者を任された。予選では44秒8の記録で2組の1位となり、各組上位4チームまでが進める決勝に挑むことになった。決勝では当時の世界記録43秒6を出したポーランド代表チームに0.3秒差で敗れたが、銀メダル獲得を果たした。